# Kniptjärnen (Älvsby socken, Norrbotten)
Kniptjärnen är en sjö i Älvsbyns kommun i Norrbotten och ingår i Piteälvens huvudavrinningsområde.